# Гугльфінг
Гугльфінг (нім. Huglfing) — громада в Німеччині, розташована в землі Баварія. Підпорядковується адміністративному округу Верхня Баварія. Входить до складу району Вайльгайм-Шонгау. Центр об'єднання громад Гугльфінг.
Площа — 24,36 км2. Населення становить 2933 ос. (станом на 31 грудня 2020).

## Галерея

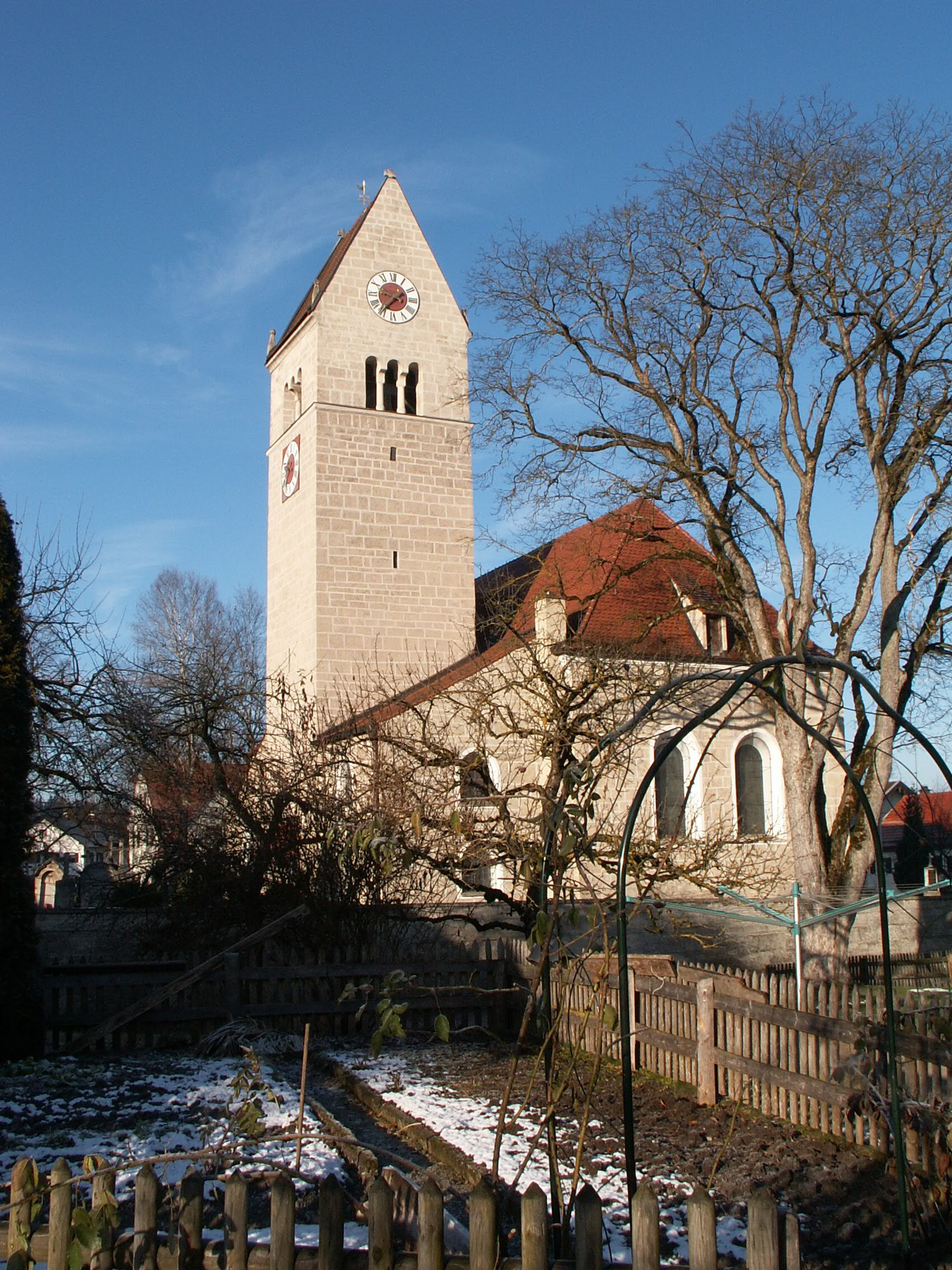
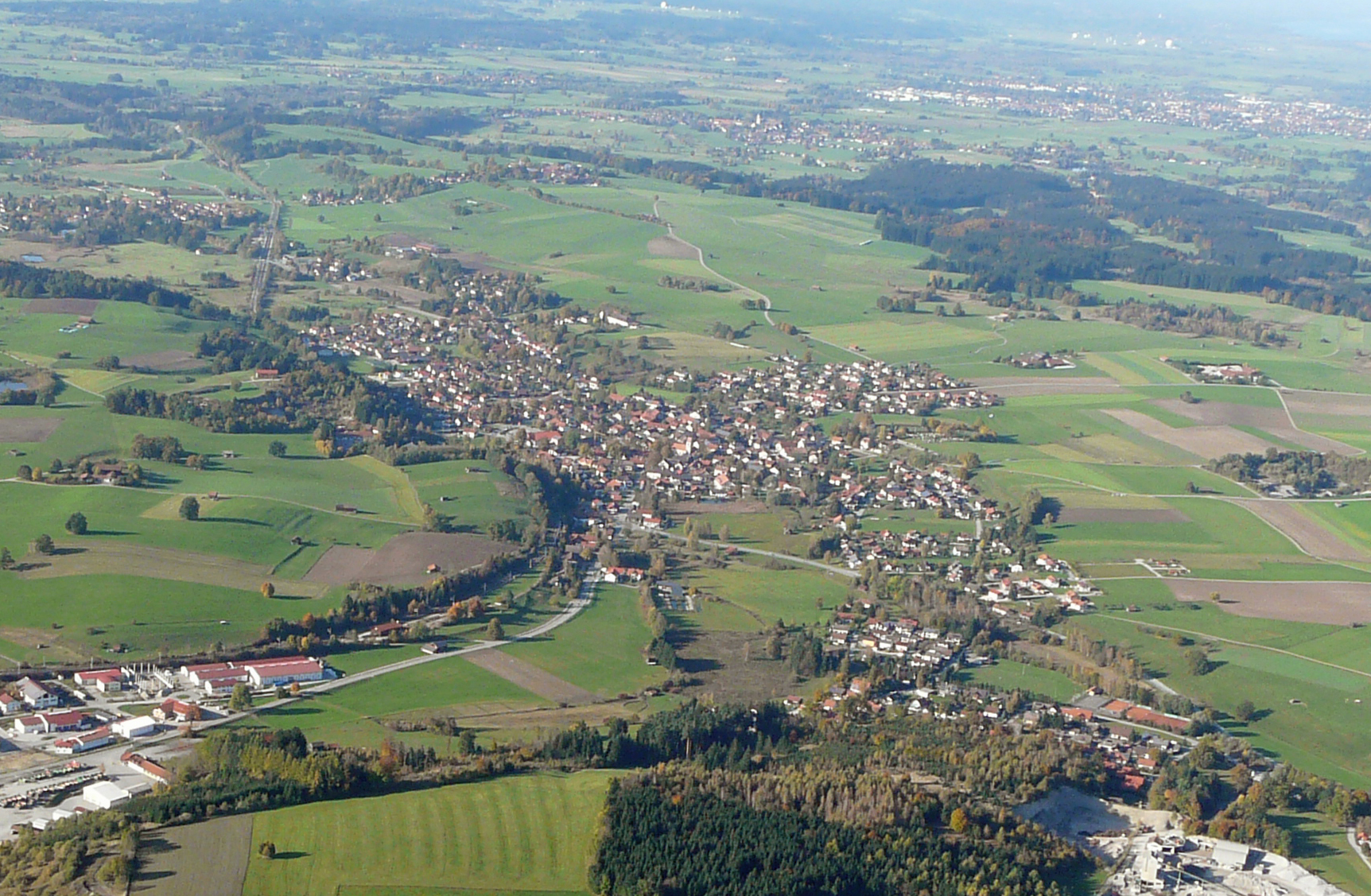